# Wellsville (Utah)
Wellsville is een plaats (city) in de Amerikaanse staat Utah en valt bestuurlijk gezien onder Cache County.

## Demografie
Bij de volkstelling in 2000 werd het aantal inwoners vastgesteld op 2728.
In 2006 is het aantal inwoners door het United States Census Bureau geschat op 2485, een daling van 243 (-8.9%).

## Geografie
Volgens het United States Census Bureau beslaat de plaats een oppervlakte van
16,6 km², waarvan 16,5 km² land en 0,1 km² water. Wellsville ligt op ongeveer 1386 m boven zeeniveau.

## Plaatsen in de nabije omgeving
De onderstaande figuur toont nabijgelegen plaatsen in een straal van 12 km rond Wellsville.